# .22 Remington Jet

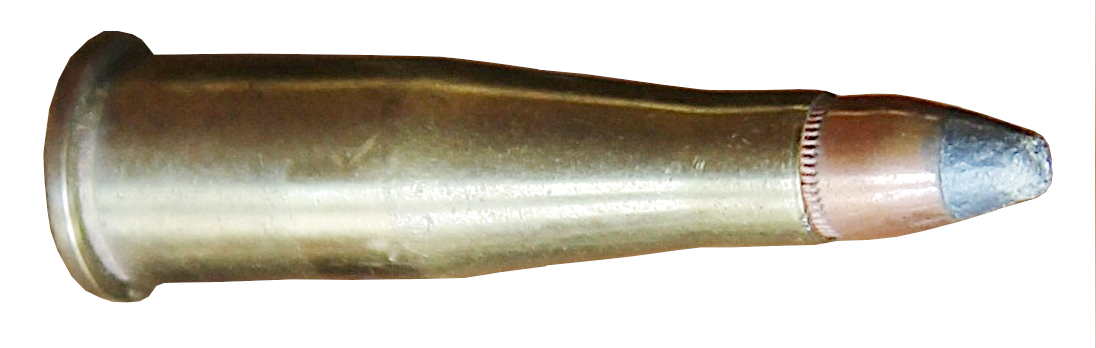
.22 Remington Jet en posición horizontal.

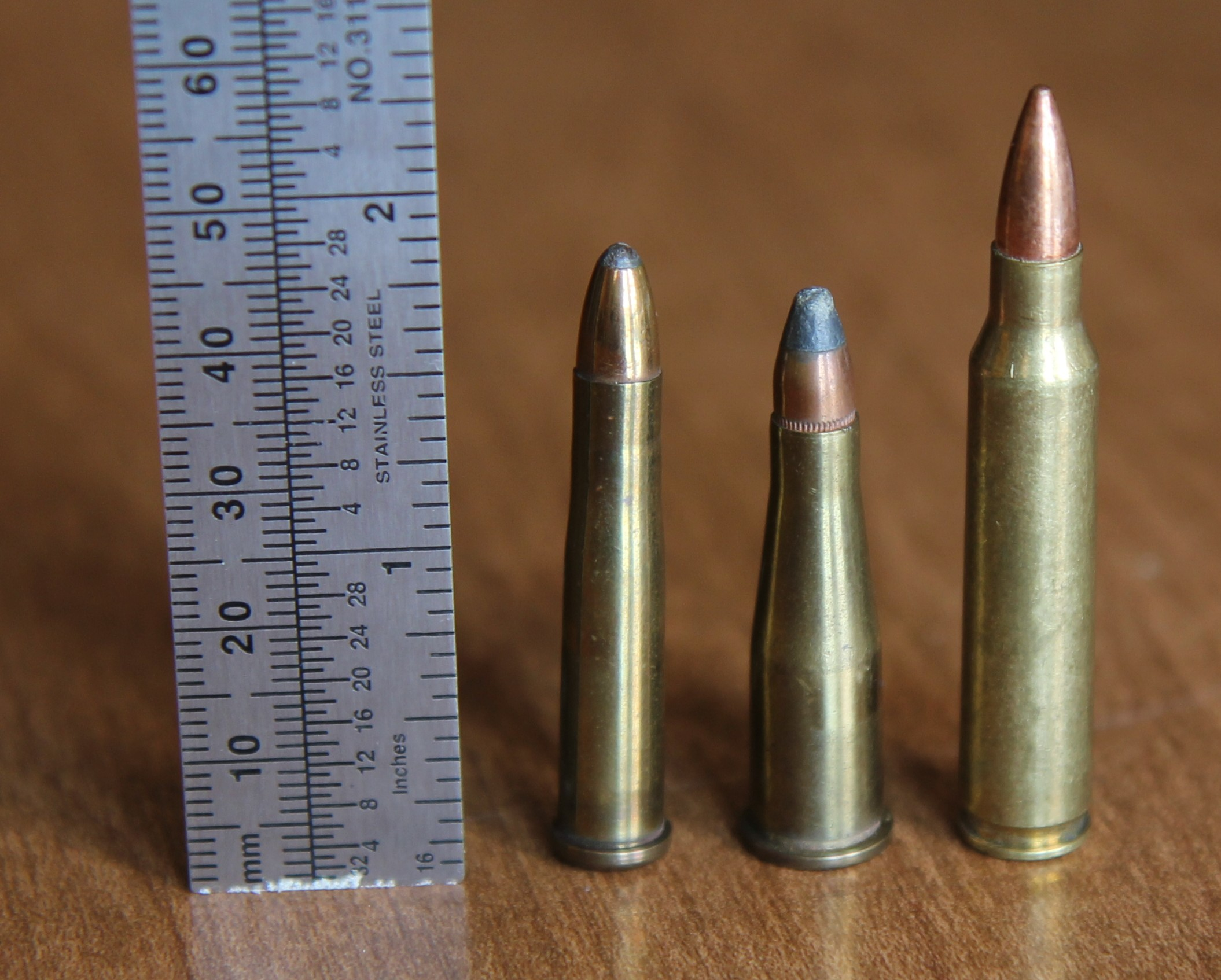
.22 Remington Jet en el centro.

El .22 Remington Jet (también conocido como .22 Jet, .22 Center Fire Magnum, o .22 CFM) es un cartucho para revólver, desarrollado en Estados Unidos, que dispara una bala de 0.22 pulgadas (5,6 mm).
Fue desarrollado en conjunto por Remington y Smith & Wesson, para ser utilizado en el revólver Modelo 53, que apareció por primera vez a finales de 1961. Si bien sus orígenes se remontan a "wildcats" como el .224 Harvey Kay-Chuk, que en última instancia se deriva del .22 Hornet, era un cartucho con cuello de botella desarrollado a partir del casquillo del .357 Magnum al que se le redujo el cuello para disparar un proyectil calibre 22, con un hombro cónico inusualmente largo.

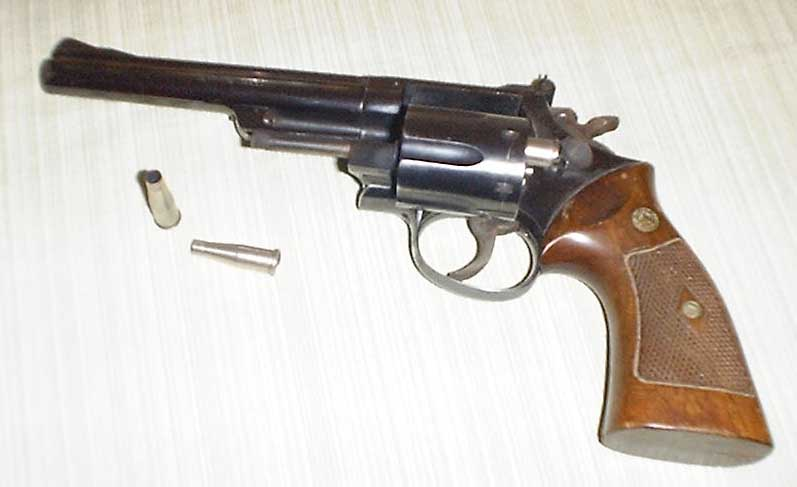
Smith & Wesson Modelo 53

Para 1972, el Modelo 53 seguía siendo el único revólver con cámara para él, mientras que Marlin en 1972 estaba planeando desarrollar un rifle de palanca en .22 Jet.
El .22 Jet también fue recamarado en el T/C Contender.
El .22 Jet fue diseñado como un cartucho de caza para lograr trayectorias planas con arma corta pistolas, siendo adecuado para la caza menor hasta una 100 yardas (90 m). logrando velocidades de 2460 pies/segundo (750 m/s) y energía de 535 ft-lbf (725 J).